# La Guerre des mouches
Vous lisez un « article de qualité » labellisé en 2022.
La Guerre des mouches est un roman français de Jacques Spitz, affilié au merveilleux scientifique, paru initialement en feuilleton en 1937 dans la revue hebdomadaire Regards. Publié en format relié l'année suivante par les éditions Gallimard dans sa collection « Les Romans fantastiques », le roman a connu une version remaniée par les Éditions Marabout visant à le réactualiser en 1970. Il est depuis réédité dans sa version originale.
Le roman narre, à travers les yeux de Juste-Évariste Magne, jeune chercheur en sciences naturelles, l'apparition d'une nouvelle espèce de mouches en Indochine, à la fin des années 1930. Ayant acquis l’intelligence à la faveur d’une mutation génétique, ces mouches s’attaquent en grand nombre aux populations et causent ainsi de terribles ravages. À la faveur de la désinvolture et de l'égoïsme des nations, ces insectes parviennent à envahir toute l'Asie, l'Afrique du Nord, avant de se diriger finalement vers l'Europe. Les pays européens, prenant tardivement conscience du péril qui les menace, entreprennent alors la lutte pour la survie de l'humanité.
Écrit à la fin des années 1930, le roman aborde un thème classique de science-fiction, celui de l'accession à l'intelligence d'animaux, qui affrontent alors l'humanité pour la suprématie sur la planète. Son traitement est néanmoins tout à fait original pour l’époque puisqu’il se conclut sur l’anéantissement de l’humanité. Parce qu’il s’inscrit dans un courant satirique qui parcourt la littérature d'imagination scientifique depuis le début du XXe siècle, ce récit d’anticipation est pour Jacques Spitz un prétexte pour porter un regard critique sur son présent. En effet, l'invasion des mouches n'est qu'une représentation allégorique de la montée du nazisme, face auquel les démocraties européennes pétries dans leurs nationalismes se retrouvent incapables de s'organiser.

## Genèse de l'œuvre

### Jacques Spitz, «père égaré» de la science-fiction française

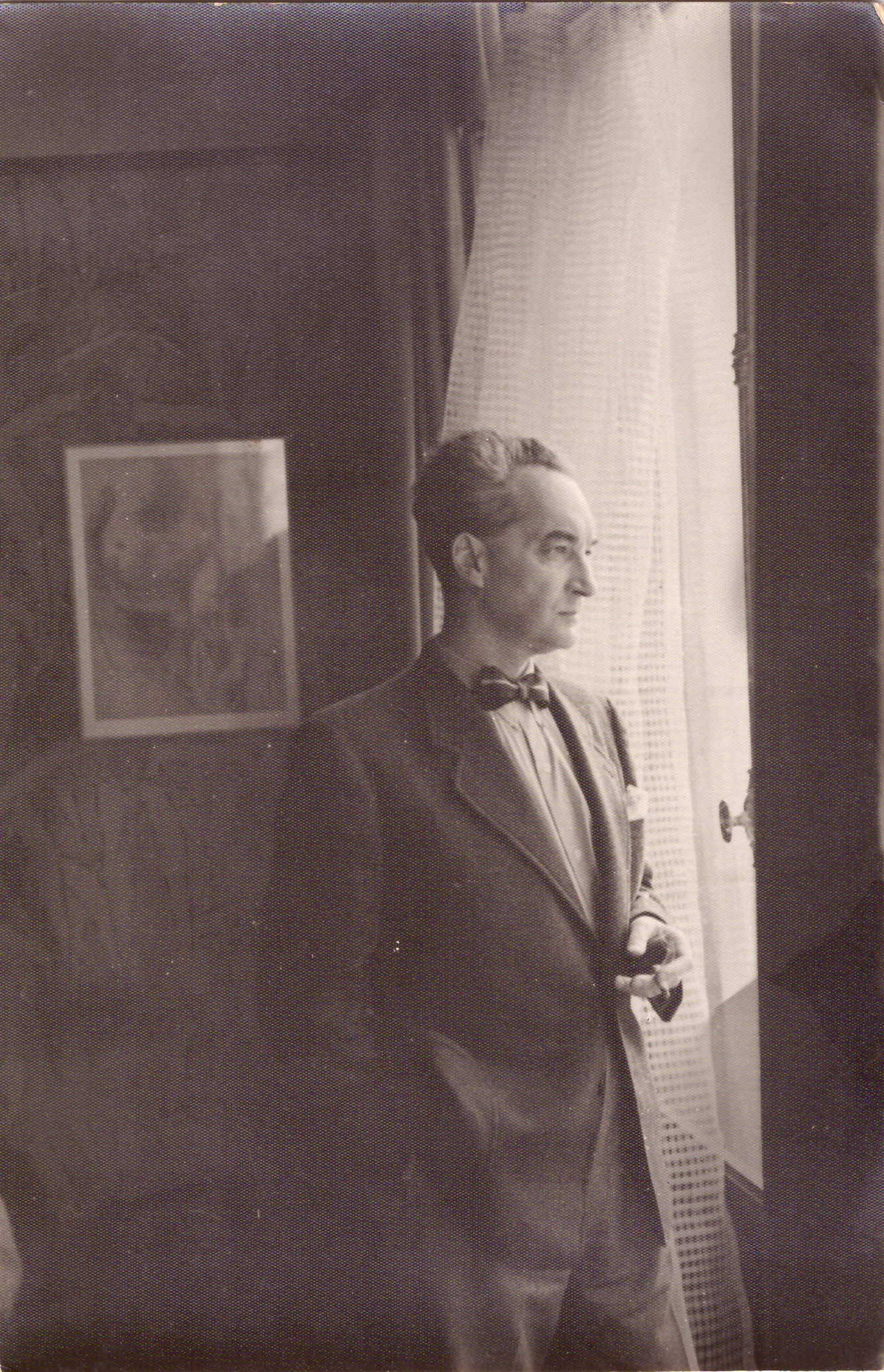
Qualifié de « père égaré » par l'écrivain et essayiste de science-fiction Serge Lehman, Jacques Spitz est un acteur majeur de la littérature d'imagination scientifique de l'entre-deux-guerres.

À l'âge de trente ans, Jacques Spitz publie son premier roman, La Croisière indécise. Parce qu'il aime expérimenter différents genres littéraires, il publie entre 1926 et 1933 cinq romans qui prennent la forme d'essais autobiographiques ou de proses poétiques. Ainsi, toujours dans sa recherche de nouveautés littéraires, et en particulier en cherchant à bousculer le roman réaliste et bourgeois, Jacques Spitz s'essaie au milieu des années 1930 à la littérature conjecturale, avec la publication de L'Agonie du globe. Ayant conçu son roman dans la lignée des œuvres satiriques de Cyrano de Bergerac, Jonathan Swift et Voltaire, l'auteur met à profit sa formation d'ingénieur et son intérêt pour les développements de la physique pour imaginer un roman d'anticipation dans lequel une catastrophe planétaire scinde la Terre en deux. Malgré son peu de considération pour ce genre littéraire, le succès littéraire du roman le conduit à poursuivre dans cette voie conjecturale afin de se construire une popularité. En effet, lui qui a eu tout au long de sa carrière des difficultés pour se faire éditer, reprend l'année suivante le thème de la fin du monde dans Les Évadés de l'an 4000. En septembre 1937, Jacques Spitz commence la publication en feuilleton de La Guerre des mouches dans lequel il imagine à nouveau un dramatique destin pour l'humanité.
Bien qu'il ne produise à partir de 1935 que des récits d'anticipation, Jacques Spitz n'a pas pour autant une très haute estime pour ce genre littéraire, qu'il considère, dans son cas, avant tout comme une production alimentaire,. Par ailleurs, c'est sous l'appellation de « romans fantastiques » qu'il qualifie sa production conjecturale, qui serait aujourd'hui plutôt rattachée au genre merveilleux-scientifique, de l'anticipation ou encore à la science-fiction. Acteur majeur de la littérature d'imagination scientifique française de l'entre-deux-guerres et décrit aujourd'hui comme le « chaînon manquant » entre Maurice Renard qui publie des romans merveilleux-scientifiques jusqu'au début des années 1930 et René Barjavel qui commence sa carrière littéraire au début des années 1940, Jacques Spitz a acquis à leurs côtés un statut de père de la science-fiction française.

### Contexte et influences littéraires

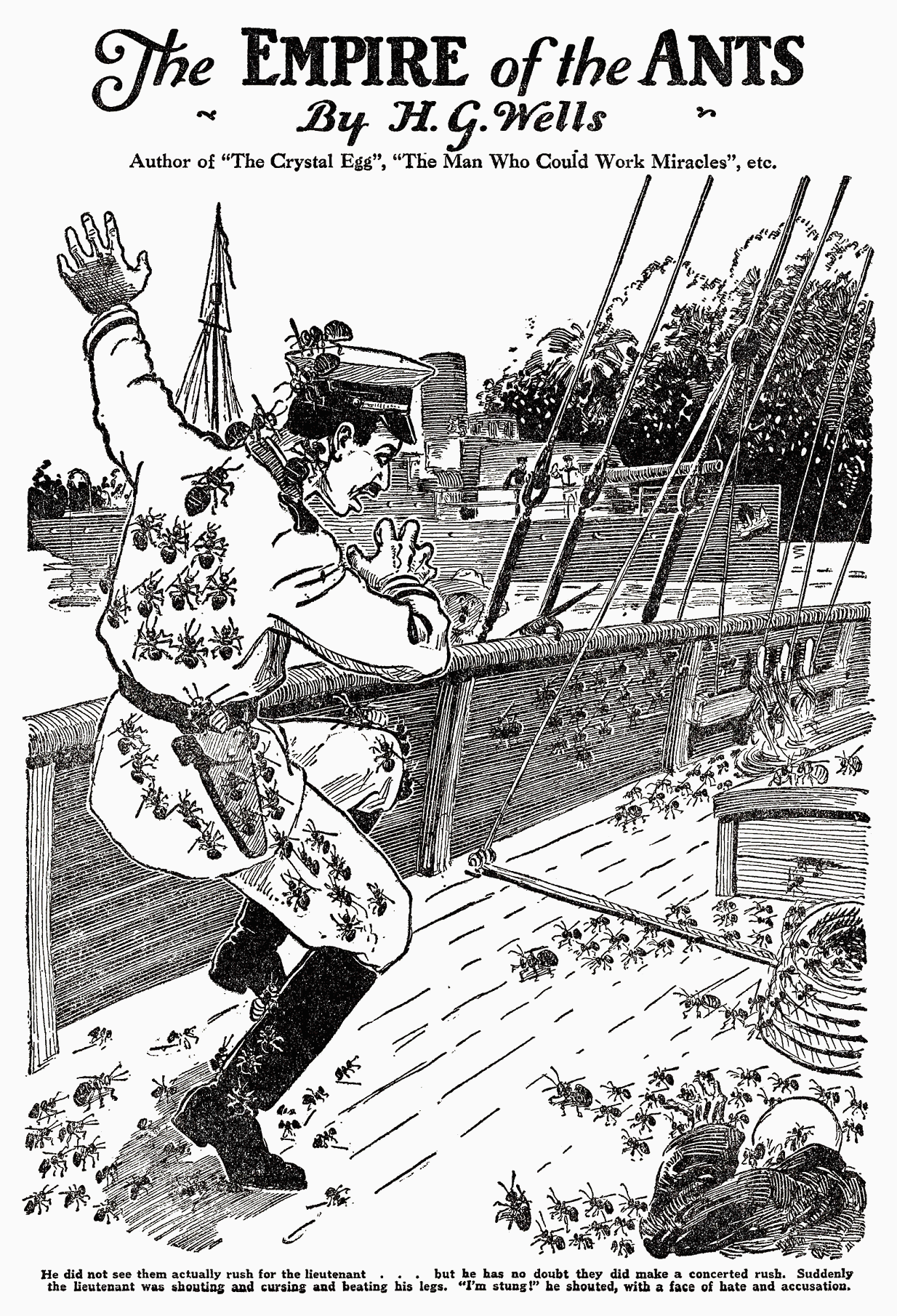
Par sa thématique d'une espèce qui entre en concurrence avec l'humanité après avoir acquis l'intelligence, la nouvelle L'Empire des fourmis (1905) de H. G. Wells semble avoir inspiré Jacques Spitz.

Dans sa pratique romanesque, Jacques Spitz intègre la dérision au cœur même des intrigues qu'il met en place. Ainsi, en apparaissant dans le roman La Guerre des mouches comme un manque de sérieux, cette dérision atténue les enjeux et n'offre aux lecteurs qu’un sentiment de « dystopie légère ». Finalement, l'écrivain parvient à produire une œuvre de science-fiction insolente et irrévérencieuse. Il s'inscrit en cela dans un héritage littéraire initié au début du XXe siècle par Alfred Jarry, puis prolongé par Gaston de Pawlowski, Pierre Mac Orlan ou encore Raymond Roussel, pour se faire à son tour représentant de ce courant satirique qui parcourt la littérature d'imagination scientifique avec des récits plus expérimentaux.
Par ailleurs, La Guerre des mouches montre une forte influence wellsienne dans la construction de son intrigue. Tout d’abord, le thème de l'espèce qui mute et entre dans une concurrence mortelle avec l'humanité fait écho à L'Empire des fourmis, une nouvelle parue initialement en 1905 dans The Strand Magazine dans laquelle H. G. Wells narre l'expansion d’une race de fourmis intelligentes et de grande taille à travers la région amazonienne. Cependant, là où l'écrivain britannique stoppe son récit en pleine progression des fourmis, Jacques Spitz développe l'intrigue jusqu'à ses ultimes conséquences. Par ailleurs, outre la ressemblance de leur titre, La Guerre des mouches peut également renvoyer à La Guerre des mondes (1898) dans leur traitement narratif d'une humanité déchue de son statut d'espèce dominante,.

## Description

### Résumé
Jeune assistant diptérologiste du professeur Carnassier, Juste-Évariste Magne sympathise avec Micheline lors d'une promenade au musée de Cluny. Cependant, alors que les journaux relatent les inquiétantes proliférations de mouches en Indochine, le professeur Carnassier et Magne y sont envoyés avec d'autres spécialistes entomologistes.
Dépêché dans la province de Saïgon, Magne découvre sur place le désolant spectacle des populations obligées d'évacuer leur village devant les innombrables essaims de mouches. Il parvient à en capturer quelques-unes à titre d'observation.
Tandis que les membres de la commission scientifique française débattent des possibles origines du fléau, l'expansion des mouches s'étend à tout le sud-est asiatique, entraînant toute une série de maladies dans le sillage des diptères. De son côté, Magne remarque chez les mouches capturées, outre quelques mutations anatomiques mineures, une mutation de leur instinct, puisque seules les mouches mâles se déplacent, tandis que les femelles restent à l'abri pour pondre. Finalement, face la propagation des épidémies, la commission scientifique est rapatriée en France.
Malheureusement, à la suite du scandale de l'abandon de l'Indochine dans l'opinion publique, le professeur Carnassier et Magne sont mis aux arrêts à leur arrivée en France. Cependant, l'invasion extrêmement rapide de l'Inde britannique par les mouches permet de réhabiliter les autorités coloniales françaises, qui étaient jusqu'alors la risée des autres métropoles. Sitôt libéré, Carnassier est élu à l'Académie des sciences et fonde un laboratoire international chargé d'étudier cette nouvelle mouche, institution dont Magne devient le sous-directeur. Pendant ce temps, les mouches poursuivent leur expansion : après avoir envahi la Perse, elles arrivent dans le bassin méditerranéen. Malgré leurs prétentions respectives, aucune métropole coloniale ne parvient à endiguer l'invasion : la Grande-Bretagne échoue en Égypte, l'Italie en Libye.
Ayant appris que Micheline s'est fait embaucher comme gouvernante chez des Français d'Alger, Magne se rend en Algérie au même moment que les mouches. Tandis qu'il patiente dans un café en attendant la fin du service de la jeune fille, il observe les allers-retours d’une mouche entre des déchets et un enfant et comprend qu'elle inocule intentionnellement des bactéries à l'enfant. Il prend alors conscience que les mouches n'ont pas simplement vu une mutation de leur instinct, mais qu'elles sont devenues véritablement intelligentes. Lorsqu'une épidémie de typhus éclate à Alger, Magne parvient à convaincre Micheline de rentrer avec lui en France.
Sous l'égide de la Société des Nations, Magne publie un rapport dans lequel il expose sa théorie selon laquelle les mouches ont accédé à l'intelligence. Tandis que cette annonce est tournée en ridicule dans le monde entier, Magne épouse Micheline.

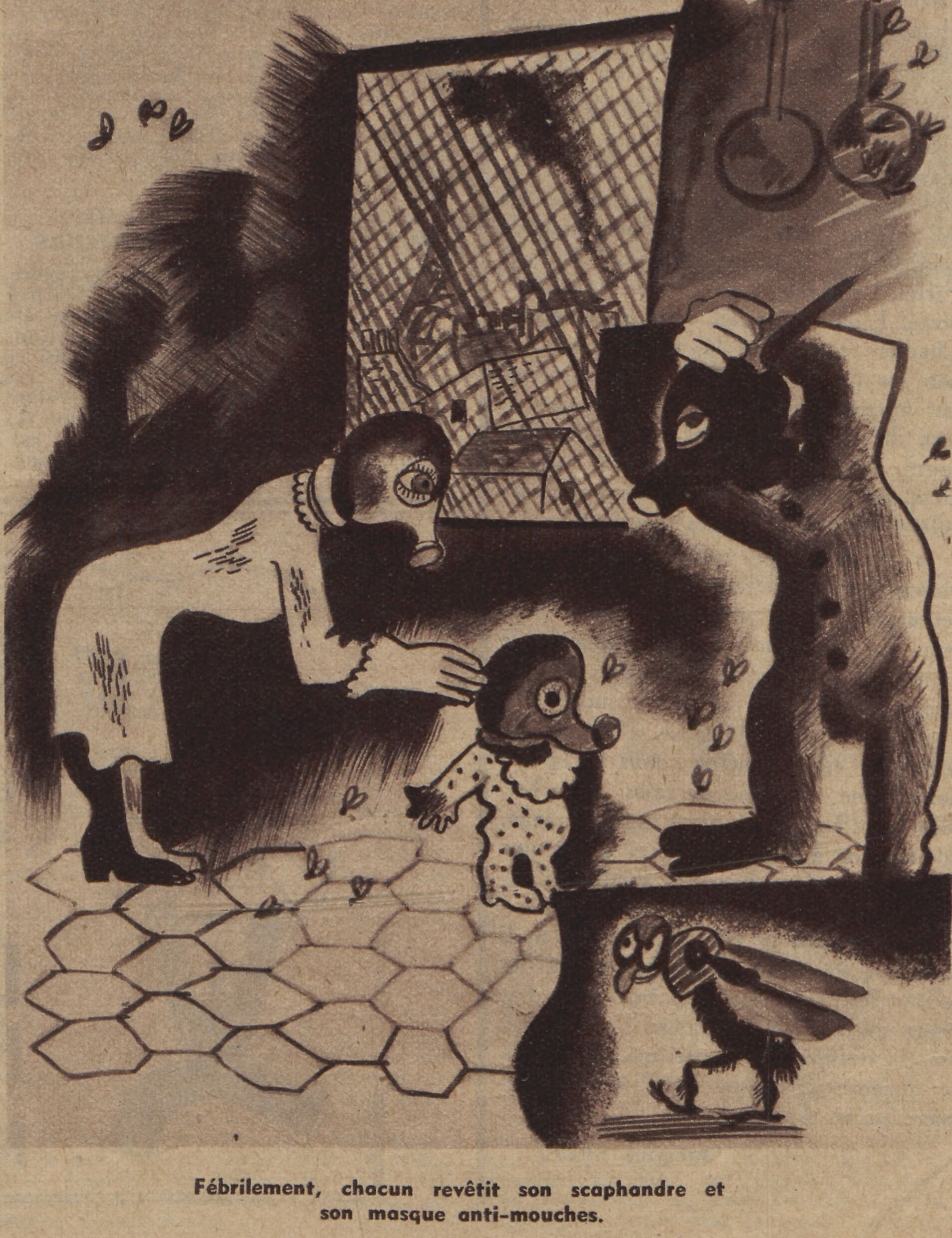
L'invasion des mouches oblige les êtres humains à se confectionner des scaphandres pour se protéger.

Parce que les différents gouvernements ne prennent pas au sérieux la mortelle menace, Magne entreprend de convaincre l'opinion publique. Après être finalement parvenu à démontrer de manière irréfutable l'intelligence des mouches, il obtient l'oreille du gouvernement français au moment où les premières mouches gagnent l'Andalousie.
En un mois, les mouches traversent et ravagent l'Espagne. Les sanglants combats qui éclatent partout sur le globe ne parviennent pas à freiner l'expansion des mouches. En effet, malgré l'utilisation de lance-flammes et d'armes chimiques, les mouches s'adaptent en permanence, non seulement en modifiant leur organisation, mais également en se fabriquant des masques.
Les mouches ont envahi de nombreux nouveaux pays : Japon, Italie, Canada. En France, alors que les villes tombent les unes après les autres, les Parisiens installent un énorme dôme grillagé au-dessus de la ville. À l'abri, les soldats parviennent ainsi à repousser les premières attaques en combinant escadrilles d'avions dans les airs et lance-flammes au sol. Cependant, au bout de quelques jours de tranquillité, les Parisiens se font surprendre par les mouches qui utilisent les égouts pour rentrer dans la ville. Tandis que Paris tombe, Magne prend la fuite en compagnie de Micheline devenue folle.
Après avoir vaincu les soldats allemands, ultime armée à leur opposer une farouche résistance, les mouches occupent toutes les régions du monde. Seuls quelques rares survivants tentent de se cacher.
Les derniers hommes, composés entre autres de Magne et Micheline, ont été emprisonnés dans un enclos pour y faire l'objet d'observations par les mouches. Alors que l'humanité s'éteint progressivement, le narrateur du récit, un ancien garagiste lillois, consigne par écrit l'histoire que lui raconte Magne en vue du jour où les mouches apprendront à lire.

### Personnages principaux

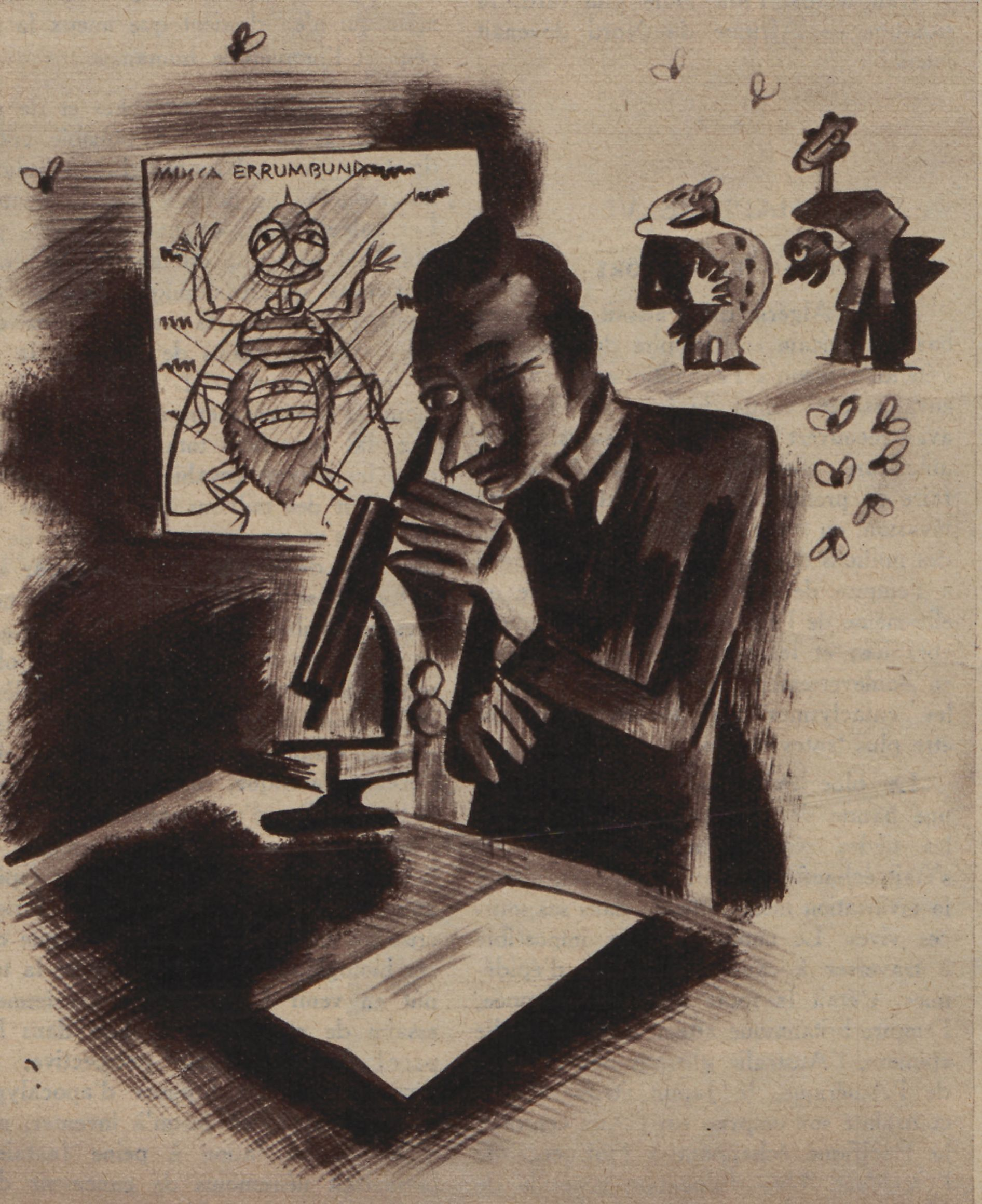
Le personnage principal, Juste-Évariste Magne, est un scientifique qui ne cesse d'alarmer l'opinion publique sur la dangerosité des mouches.

Jacques Spitz n'a pas une haute estime du genre romanesque, et en particulier du roman réaliste, qu'il juge ennuyeux. Et parce que la psychologie humaine ne l'intéresse pas, ses romans rompent avec les représentations conventionnelles des personnages. Ainsi, en 1935, le roman L'Agonie du globe, qui traite déjà du thème de la fin du monde, fonctionne non seulement sans héros, mais pour ainsi dire sans personnage véritablement identifié et récurrent. Dans La Guerre des mouches, si Jacques Spitz paraît faire la concession de quelques personnages afin d'asseoir la lisibilité du roman, il se contente néanmoins d'introduire un héros autour duquel gravite seulement son mentor dans un premier temps, puis sa fiancée.
C'est le personnage de Juste-Évariste Magne qui porte littéralement toute l'intrigue. En effet, licencié ès sciences naturelles, Magne est présent durant toute l'invasion, depuis son apparition dans la colonie indochinoise où il est envoyé en sa qualité d'assistant du professeur Carnassier, jusqu'à sa prise de conscience de l'intelligence des mouches. Il devient ainsi le seul savant capable de s'opposer, certes temporairement, aux insectes. Véritablement, il voit son statut social s’élever proportionnellement à l’avancée des mouches : du jeune laborantin présenté dans les premières pages, il devient un stratège ayant l'oreille du gouvernement français, après avoir exposé au monde entier la preuve de l'intelligence des mouches et leur stratégie pour s'adapter aux multiples tentatives des humains pour les éradiquer. Néanmoins, à la différence du héros vernien classique — c'est-à-dire le jeune « savanturier » qui surmonte les obstacles les uns derrière les autres —, Magne subit les événements dès lors que le récit s'élargit aux dimensions de la planète.
Les autres personnages semblent très formatés et ne sont en réalité que des personnages de second plan qui n'ont d'utilité que celle d'accompagner le héros dans son aventure. Ainsi, le professeur Carnassier remplit le rôle classique du mentor qui forme Magne aux observations entomologiques et lui offre la possibilité d'intégrer la commission scientifique française envoyée en Indochine. Après avoir permis à Magne d'être un savant respecté — en qualité de sous-directeur d'un laboratoire international chargé de combattre les mouches —, il disparaît d'ailleurs du récit. Le personnage de Micheline le remplace ainsi auprès de Magne. Elle joue le rôle de la jeune fille convoitée, pure et douce, qu'il finit par épouser. Cependant, si le roman s'ouvre sur la relation sentimentale entre le héros et une jeune fille un peu désemparée, Jacques Spitz traite négligemment cette intrigue secondaire. La Guerre des mouches ne fait pas exception à une norme des récits spitziens, qui brillent par leur totale absence de personnage féminin marquant. Ainsi, face à l'avancée inexorable des mouches et au délaissement de son mari tout accaparé par le combat contre les insectes, Micheline perd totalement la raison. Cependant, malgré sa folie, elle reste aux côtés de Magne et fait partie des derniers représentants de l'espèce humaine.

## Les thèmes abordés

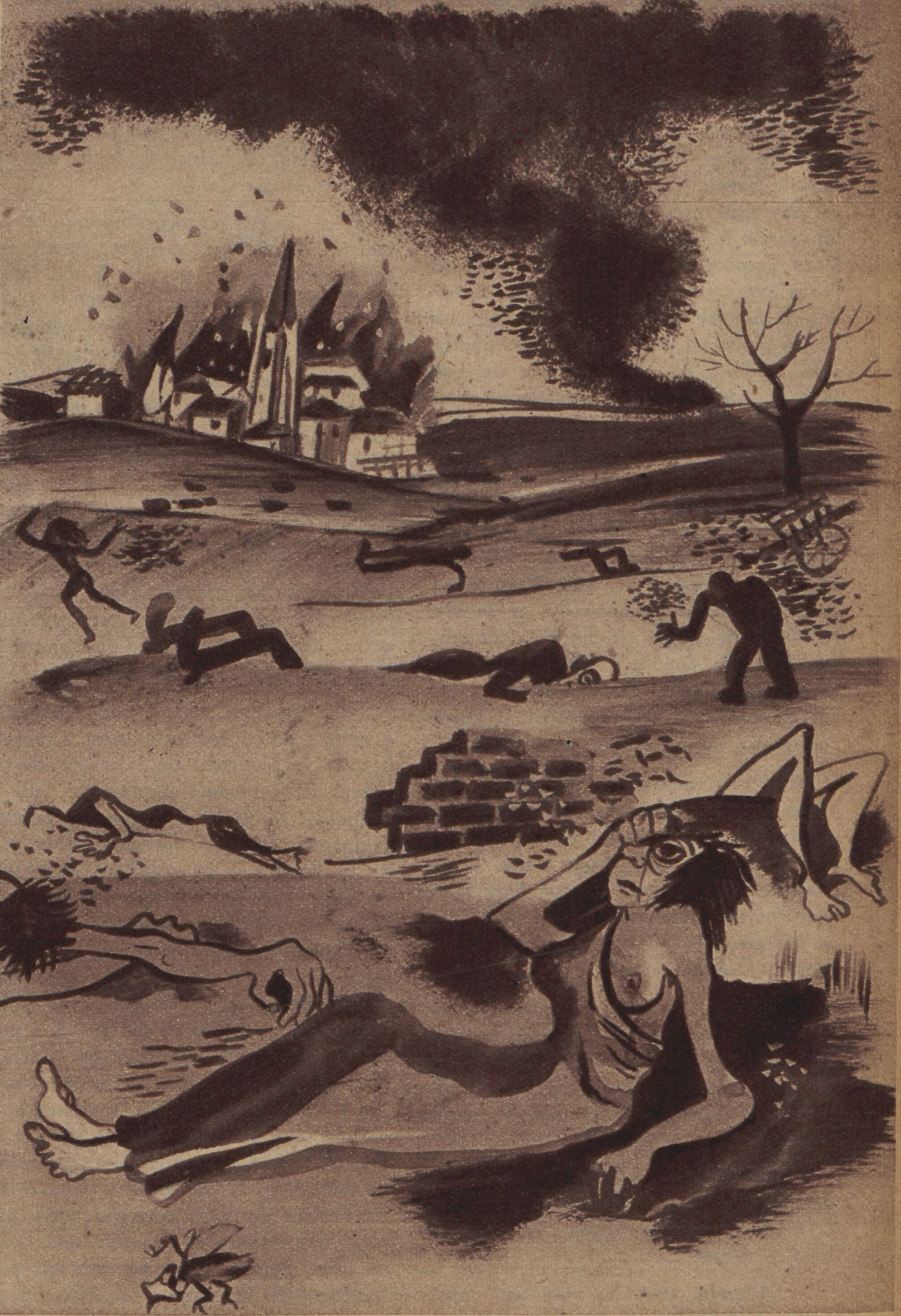
Outre le paysage totalement désolé, la guerre entre les hommes et les mouches provoque également la fin de l'humanité.

### Un roman apocalyptique
Avec son roman d'anticipation, Jacques Spitz reprend le thème de la fin du monde. À la manière d'un thriller apocalyptique, La Guerre des mouches raconte ainsi une lutte entre espèces. Et c'est au terme d'un récit dans lequel Jacques Spitz montre sa fascination par les images de grouillement en mettant en scène la décomposition purulente de l’humanité en parallèle à la fécondité répugnante des larves toujours plus nombreuses, que l'humanité est supplantée par une espèce qui lui est supérieure : la musca sapiens.
Cette domination des mouches provoque non seulement l'implosion des structures sociales, mais elle fait également imploser la notion même d'humanité en provoquant la séparation des familles, l'explosion des suicides, des brigandages et des actes d'anthropophagie. Finalement, l'humanité est exterminée à l'exception de sept survivants, parqués dans un petit vallon au Danemark par les mouches.
Jacques Spitz explore par l'imaginaire la défaite totale de l'humanité en mettant en récit un futur véritablement régressif : face à un péril inconnu, c'est toute la fragilité et l'artificialité des entreprises humaines qui apparaît. Ce contexte apocalyptique n'est pas pensé par Jacques Spitz comme entièrement spéculatif. Au contraire, il ancre le récit dans une actualité dans laquelle les gouvernements présentent en 1937-1938 la guerre comme un événement inévitable. Ainsi, La Guerre des mouches évoque ce monde de 1938, dans lequel baigne un sentiment d'effondrement immanent.

### Un regard acerbe sur le monde de la fin des années 1930
Jacques Spitz utilise le roman conjectural pour porter un regard critique, voire catastrophé, sur son époque. Ainsi, La Guerre des mouches — paru en 1937 — dénonce la marche forcée vers la guerre, favorisée à la fois par le désunion des peuples dont profite un gouvernement allemand mu par une idéologie fasciste.

#### Les nationalismes tournés en dérision

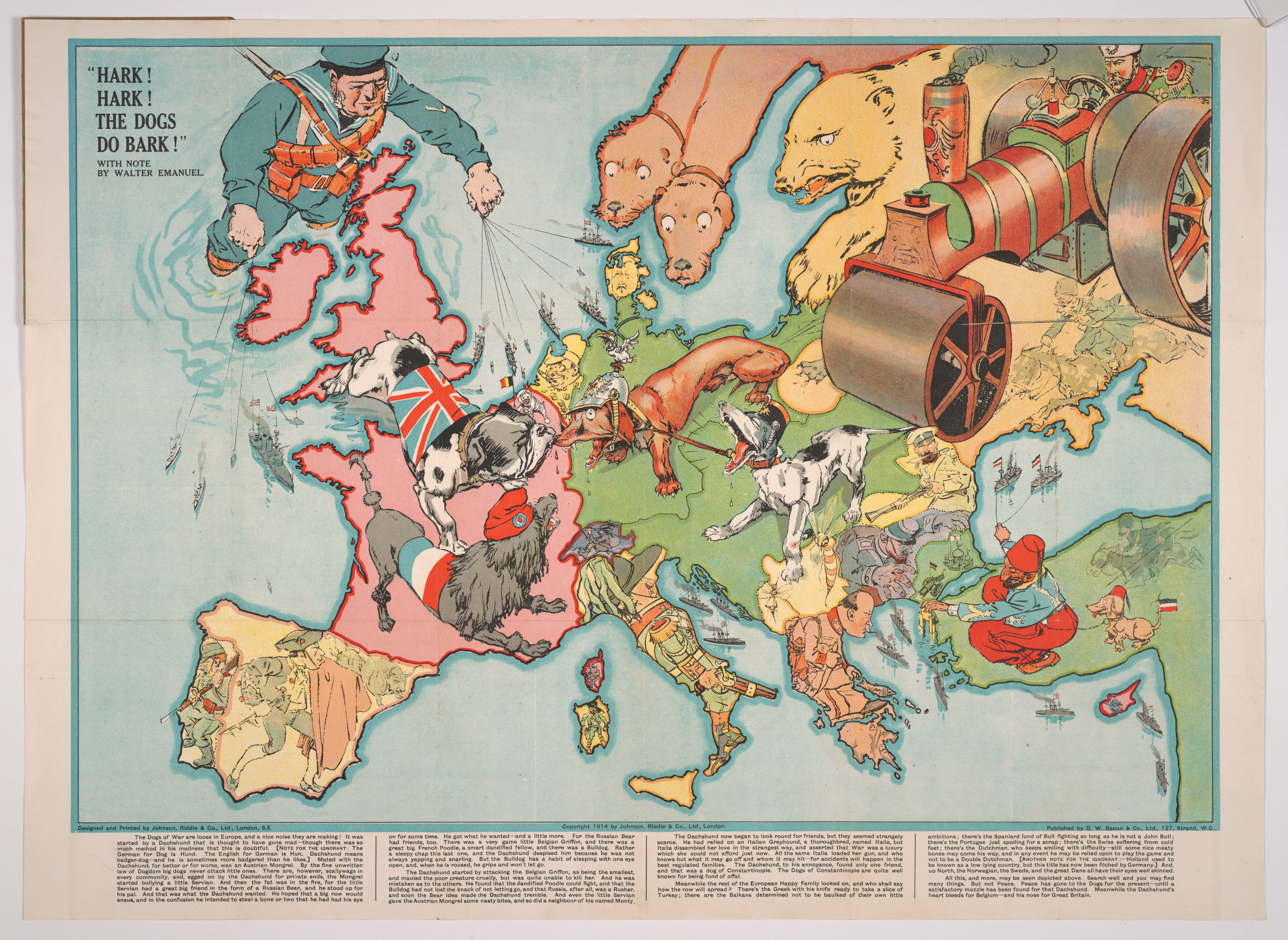
Depuis la Première guerre mondiale, les sentiments nationalistes ne cessent de grandir et d'opposer les peuples en Europe.

L'invasion des mouches est facilitée par le nationalisme exacerbé des nations. En effet, tandis que les mouches présentent un front uni dans chaque pays qu'elles envahissent, chaque nation prétend être à même de les arrêter seule. Ainsi au début de l'invasion, lorsque la France échoue à sauver l'Indochine française, plutôt que de générer l'inquiétude des autres puissances colonisatrices, son échec n'entraîne que la moquerie. Et si les nations parviennent à s'entendre sur le nom à donner à cette nouvelle espèce de mouches, elles n'entreprennent à aucun moment de s'allier face à cet ennemi. Conséquence de cette idéologie nationale, l'humanité devient victime de son aveuglement orgueilleux. Ce repli nationaliste, qui caractérise aux yeux de Jacques Spitz la politique des pays européens à la fin des années 1930, est par ailleurs tourné en dérision dans le récit. Tour à tour, Britanniques, Italiens, Russes et Allemands sont ridiculisés, que ce soient les autorités russes lorsqu'elles assimilent les mouches aux forces policières protégeant la tyrannie du capital sur le prolétariat, les qualifiant au passage de « mouches fascistes », ou les soldats allemands combattant nus et se nourrissant exclusivement de kriegwürste, des saucisses fabriquées avec les cadavres des mouches occises.

#### La politique agressive et racialiste allemande pointée du doigt

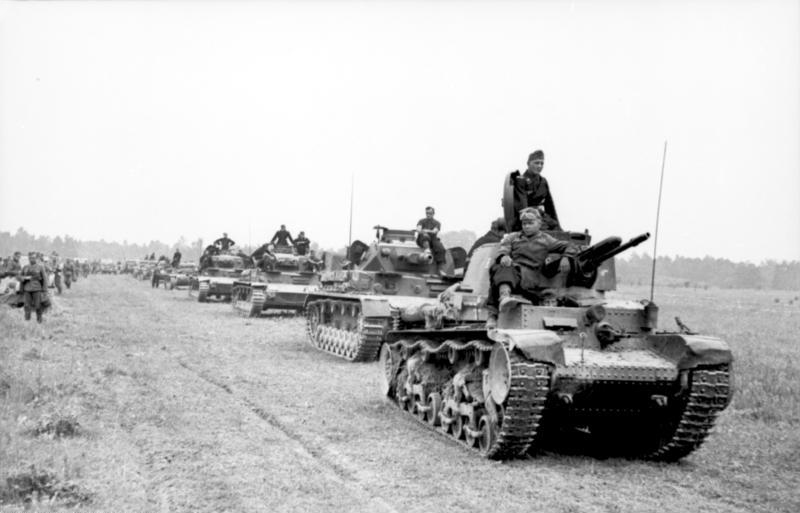
À l'image de la blitzkrieg mise en œuvre par l'armée allemande à la fin des années 1930, l'invasion des mouches désorganise totalement les populations assiégées.

Au-delà de la caricature, Jacques Spitz dénonce véritablement l'attitude belliqueuse qu'adopte le gouvernement allemand à partir du milieu des années 1930 à travers un subtil parallèle entre l'invasion des mouches intelligentes et celle des troupes du Troisième Reich. En effet, la stratégie guerrière des mouches, fondée sur la surprise et la rapidité, déroute totalement les populations agressées et met à mal les démocraties européennes de la même façon que ces dernières furent impuissantes à stopper l'ascension d'Hitler et sa guerre éclair menée sur une partie de l'Europe. La stratégie des mouches repose en outre sur l'exploitation des querelles intestines entre les nations afin d'empêcher la mise en place d'un front uni face à elles. Le récit des territoires abandonnés aux mouches est une manière pour Jacques Spitz de dénoncer la diplomatie mondiale à la fois inefficace et inconsciente du danger représenté par l'armée hitlérienne. De manière ironique, Jacques Spitz présente d'ailleurs dans son roman les populations germaniques comme les dernières résistantes aux mouches grâce à leur esprit belliqueux.
Outre la politique guerrière allemande, le roman dénonce également la politique raciale et raciste du Troisième Reich. Celle-ci apparaît au détour d'une phrase lorsque Jacques Spitz évoque les mesures d'extermination prises par le gouvernement hitlérien à l'encontre des citoyens juifs, au motif que leurs odeurs attireraient les mouches. Elle est par ailleurs directement professée par le chancelier allemand qui déclare dans une métaphore que « les insectes ont pu ronger l’écorce et l’aubier du vieux tronc humain, mais le cœur de l’arbre tiendra bon, blanc et dur, et de pure race ». Ainsi, si les mouches sont parvenues à vaincre les populations méditerranéennes, elles échoueront inexorablement face au peuple allemand. Ainsi, face aux corps noirs des mouches présentés par le chancelier comme l'emblème de cette « latinité décadente » tant détestée, les soldats « de race aryenne » combattent eux-mêmes nus, le corps emballé dans de la cellophane.

#### Le fascisme, une idéologie au cœur du récit
La Guerre des mouches, en racontant l'inéluctable invasion d'insectes mutants, apparaît comme une allégorie de la montée du fascisme dans l'Europe des années 1930, et plus spécifiquement de celle du nazisme. En effet, parce qu'elles sont représentatives de la force des idéologies brutales et extrémistes, les mouches personnifient les pouvoirs brutaux, dictatoriaux, militaires, charismatiques et substantialistes qui — sous l’égide des idéologies d’extrême-droite — remplacent les anciennes monarchies européennes ou les démocraties au fonctionnement usé. Le roman met en scène la confrontation entre un pouvoir collectif dictatorial et une démocratie en déliquescence. Cette opposition entre l'intelligence collective et l'intelligence individuelle se révèle dans leur manière de définir l'intérêt supérieur et leur volonté de puissance. Le premier, porté par une idéologie puissante, est capable de drainer des foules immenses, tandis que la seconde, tiraillée par des intérêts individuels, se révèle incapable d'être une force d'opposition politique et militaire. Les maladies propagées par les mouches et contre lesquelles aucun remède n'est efficace renvoient à l'expansion des idéologies fascistes dans l'Europe des années 1930. Par l'utilisation de la métaphore, Jacques Spitz rend ainsi compte de l'évolution des mentalités et des mutations profondes qui traversent une société portée par une idéologie néfaste et meurtrière, et qui débouche sur un travestissement des valeurs et une perte de l'humanisme. C'est ainsi que La Guerre des mouches peut se lire comme un récit de la lutte de la survie de la civilisation face à la montée du fascisme hitlérien.

### Une mutation inattendue des mouches à l'origine d'un accès à l'intelligence

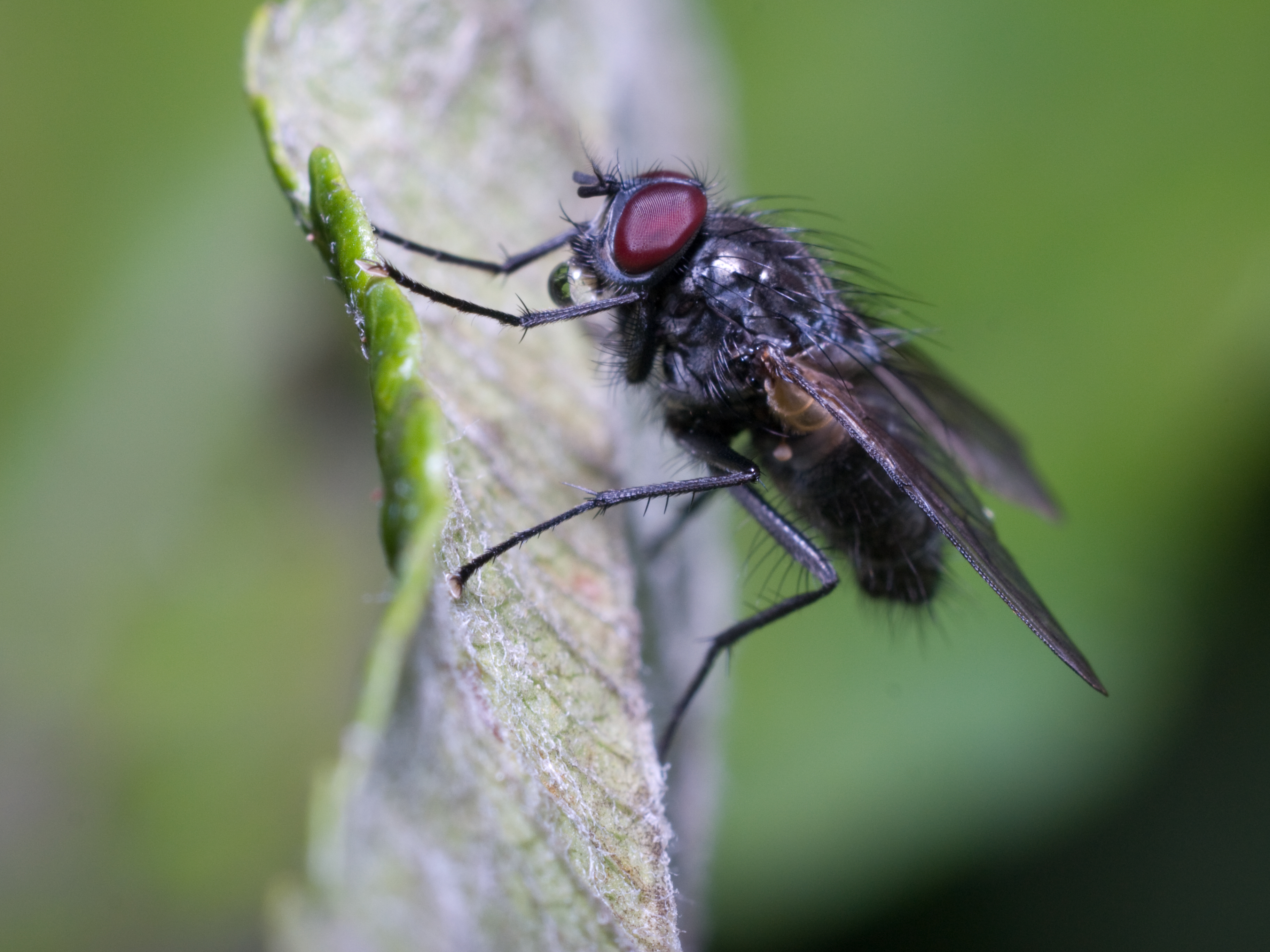
Ayant accédé à l'intelligence, la musca sapiens affronte l'humanité pour la suprématie sur la planète.

Avec son roman, Jacques Spitz renouvelle un thème classique de la science-fiction, celle de l’invasion de la Terre par des insectes mutants. La guerre d'extermination de l'humanité qu'il met en récit répond véritablement au schéma darwinien de la lutte entre espèces. Ici, les mouches — en constante évolution — ont acquis une intelligence certes rudimentaire, mais dont l'effet est multiplié par leur parfaite cohésion. Tout au long du récit, elles parviennent à s'adapter aux climats et à la résistance que leur oppose les êtres humains, notamment en se fabriquant tricots et masques à gaz. Les scientifiques prennent difficilement conscience de l'intelligence des mouches : d'abord qualifiées de musca errabunda en raison de leur comportement atypique, elles sont ensuite renommées en musca sapiens,. Après leur victoire totale sur l'humanité, les chefs des essaims s’humanisent par mimétisme à travers la position de leurs corps (en croisant les pattes antérieures) ou en se vêtant de petits pagnes. Témoin des rapides progrès de l'intelligence des mouches, le narrateur de La Guerre des mouches explique mettre par écrit l'histoire des dernières années de l'humanité pour le jour où, devenues savantes, elles parviendront à lire.
Dans la guerre qu'elles mènent pour la suprématie sur la planète Terre, les mouches possèdent, outre leur intelligence nouvellement acquise, une supériorité physique indéniable par rapport aux êtres humains d'après le personnage principal Juste-Évariste Magne. En effet, tandis que les humains sont lents, fragiles et aux sens assez obtus, les mouches ont une petite taille qui les dissimule, une carapace et un organisme perfectionné qui les protègent des cataclysmes géologiques :

« Les insectes, venus bien avant nous sur la terre, ont attendu pendant des millénaires que l'instinct ait parfait leur équipement physique, après quoi seulement ils s'offrirent le luxe de l'intelligence. Sûrs de leurs mécanismes vitaux parfaitement adaptés, délivrés de soucis moraux accessoires, ils ont l'avantage de l'intelligence sans en connaître les pouvoirs dissolvants. »

Après la victoire totale des mouches, celles-ci emprisonnent les sept derniers humains dans un enclos de trois hectares. Cette domination absolue prend donc la forme d'un renversement des rôles dans lequel les mouches, sous leur nouveau statut d'anthropologues, observent les ultimes représentants d'une humanité contrainte de survivre avant sa prochaine extinction.

## Procédés narratifs

### Un roman construit sous la forme d'un récit de guerre
Si La Guerre des mouches débute sur des pages biographiques consacrées au héros Juste-Évariste Magne, l'intrigue du récit se déplace progressivement sur l'invasion des mouches, durant laquelle la vie professionnelle et sentimentale du héros devient accessoire. Le phénomène invasif est présenté tout d'abord par des encarts au sein du récit sous la forme de coupures de presse. La rupture avec la narration se fait alors typographiquement, puisque le texte possède un titre et est en caractère italique,.
Le roman se construit ensuite comme un véritable récit de guerre, dans lequel alternent scènes de bataille et d'horreur. Ainsi, après avoir pris tardivement conscience du danger représenté par les mouches, les êtres humains tentent de résister grâce à leur armement classique : aviation, lance-flammes. De leur côté, les mouches s'essaient à la guerre biochimique et bactériologique en diffusant sournoisement des maladies mortelles. Après avoir affaibli les populations, les mouches fondent en masse sur le nouveau territoire à conquérir. L'auteur assimile ces apparitions à des attaques de bombardiers tant elles sont rapides, vrombissantes et agressives. Jacques Spitz utilise le registre lyrique horrifique pour décrire les scènes de désolation qui suivent l'arrivée des mouches. C'est ainsi que certaines scènes se lisent comme un roman d'horreur, notamment lors de l'épisode du siège de Paris qui s'achève sur le massacre des Parisiens dans une ville transformée en véritable garde-manger pour les mouches.
Dans le dernier chapitre, Jacques Spitz change la forme du récit. En effet, l'épilogue, écrit à la première personne, prend l'aspect d'un récit rétrospectif à la manière d'un journal que tient un narrateur anonyme.

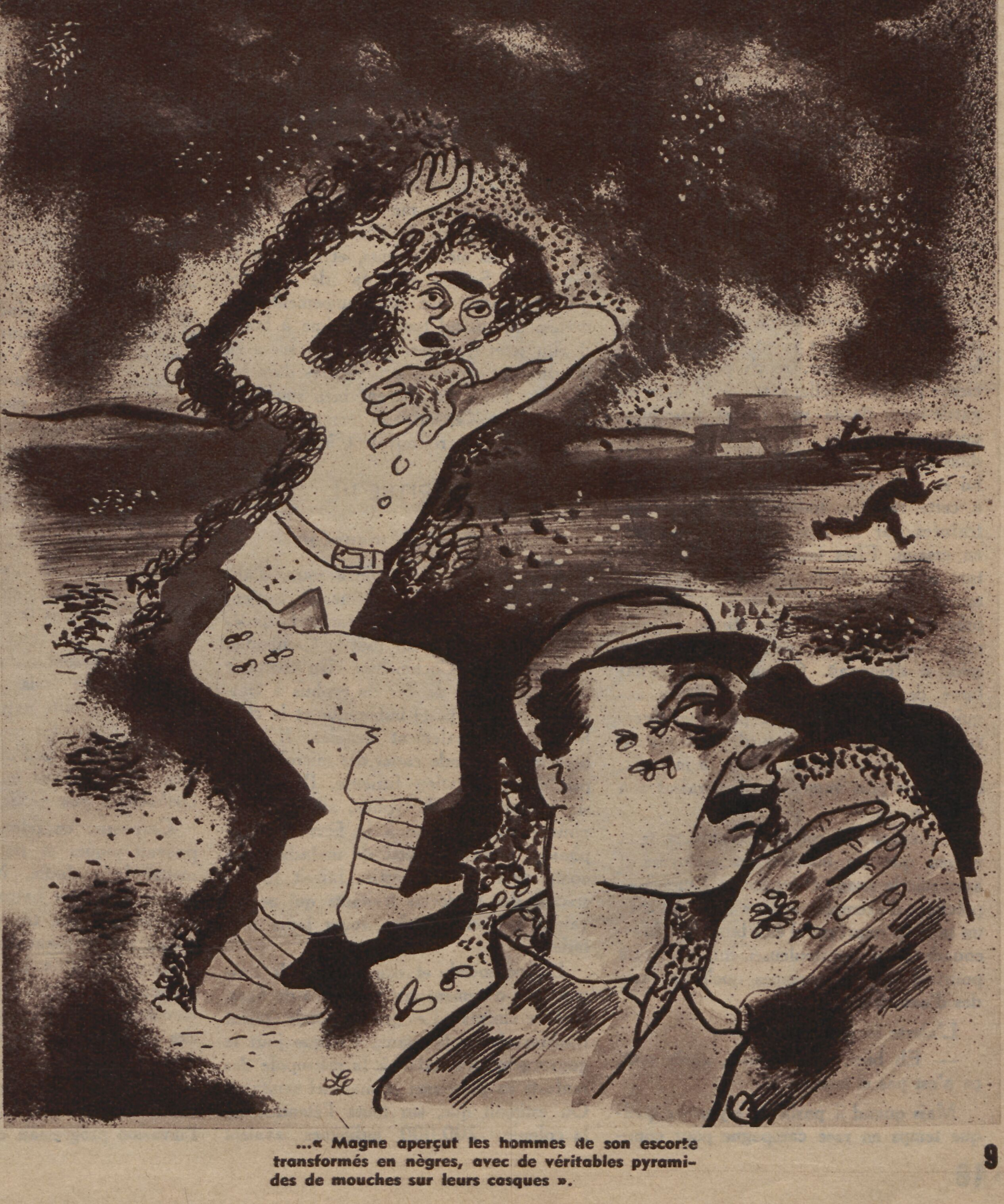
L'infanterie classique est impuissante face aux mouches.
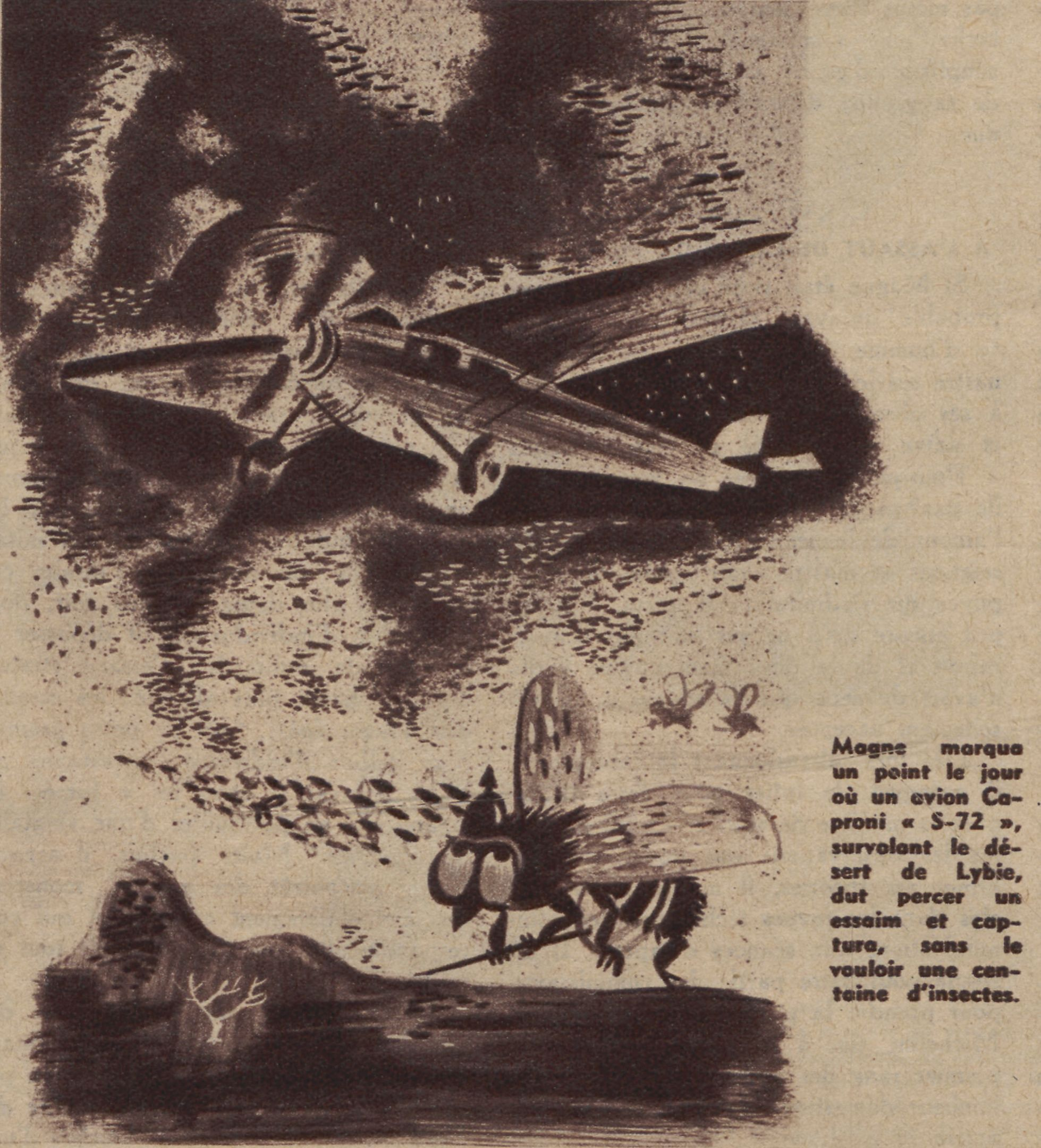
L'avion permet pendant un temps de repoussant les offensives des insectes.
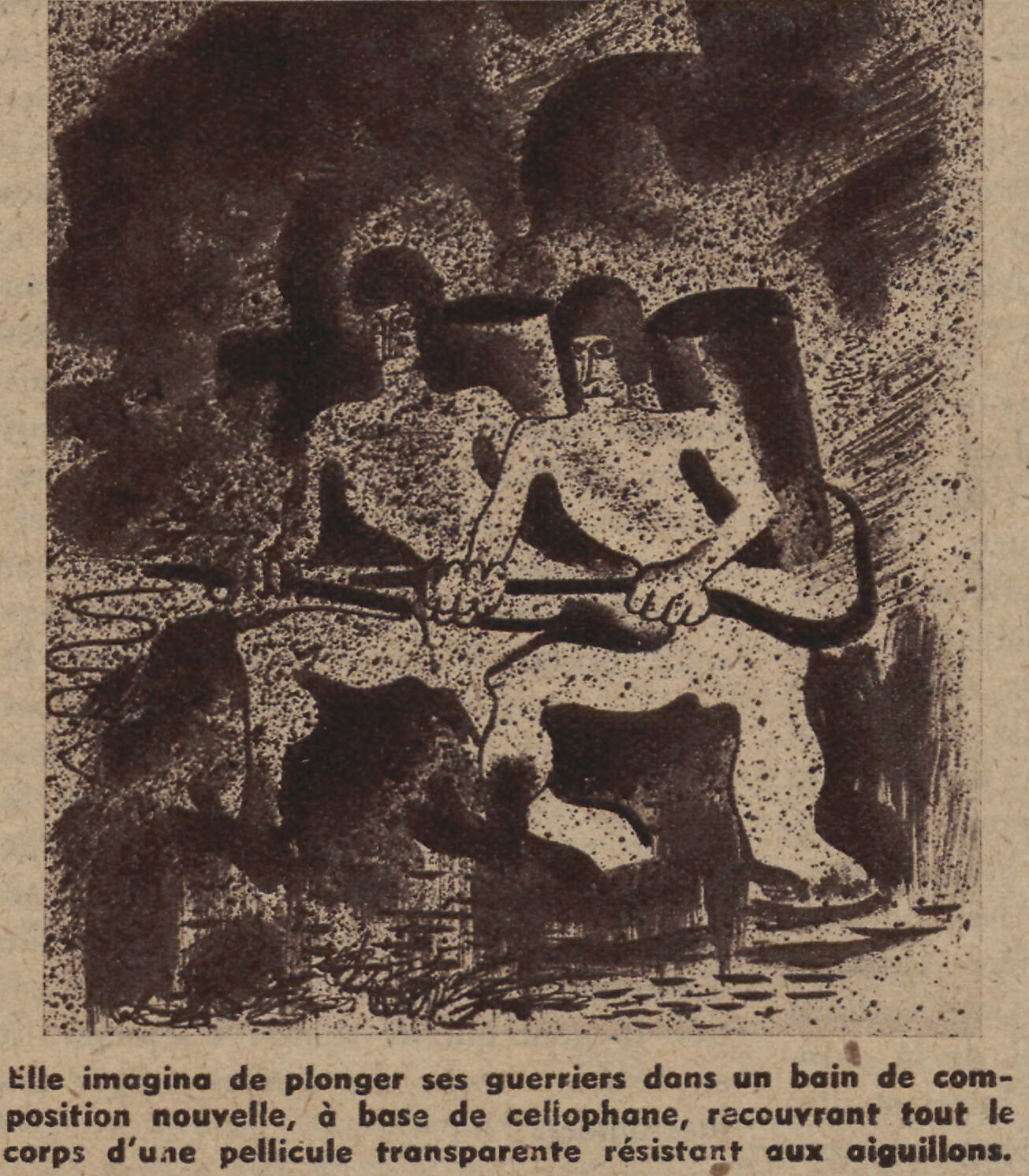
Soldats allemands nus affrontant les mouches aux lances-flammes.

### Une littérature satirique
Le pessimisme récurrent de Jacques Spitz trouve dans ce texte une nouvelle illustration. Le tragique prend forme ici dans la conception même de son héros : centré au début du roman sur Juste-Évariste Magne, celui-ci perd sa place privilégiée de personnage principal au moment où le récit s'élargit aux dimensions de la planète. Balloté par les événements, le jeune savant retrouve uniquement sa place centrale dans l'épilogue où, désespéré et dépersonnalisé, il entreprend l'écriture du récit de l'humanité à l’intention des futures mouches savantes. Néanmoins, ce pessimisme se teinte d'humour noir au fil du roman, grâce à des scènes qui contrebalancent le côté tragique de l'histoire et font ressortir, en outre, tout le grotesque et l'absurde de ces tragédies.
Tout au long du récit, l'auteur montre son penchant pour les situations absurdes. Les noms des personnages participent eux-mêmes à les discréditer : que ce soit Juste-Évariste Magne ayant « échappé de justesse au ridicule d'être prénommé Charles, comme son père », ou encore son mentor le professeur Carnassier. L'humanité, en outre, ne cesse de prendre des décisions irrationnelles. Ainsi, en Indochine, face à l'avancée des mouches et à la panique qu'elle provoque chez les habitants, les seules mesures prises par le pouvoir colonial français résident dans la proclamation de la loi martiale, qui vise à fusiller tous les Cambodgiens tentant de fuir. Pendant ce temps en Occident, les élites scientifiques plutôt que de chercher à lutter contre les envahisseurs, tiennent des colloques pour débattre du nom à donner à cette nouvelle espèce de mouches. L'humour se manifeste aussi à travers les ingénieuses tactiques d'invasion des mouches, que ce soit en se cachant dans le plumage des mouettes pour traverser la manche ou en passant par les égouts de Paris. Les scènes de bataille qui suivent sont tout autant matière à créer des images de comique noir, à l'exemple de la prise de Bayonne, où les habitants totalement paniqués se jettent dans l'Adour pour échapper aux mouches : « On voit flotter une multitude de petits bérets basques comme des poignées de confettis au lendemain de la mi-carême. » Jacques Spitz se plaît à tourner en ridicule les réalités plus catastrophiques. Le point culminant de cette imagerie surréaliste est atteint avec l'entrée en guerre du Troisième Reich, dont les soldats — qui combattent nus et enroulés dans de la cellophane — transforment les cadavres de mouches en saucisses. L'auteur décrit alors des pratiques de guerre ahurissantes : « Tout cadavre humain devenait un monceau de larves, tout essaim capturé, saucisse de guerre. »

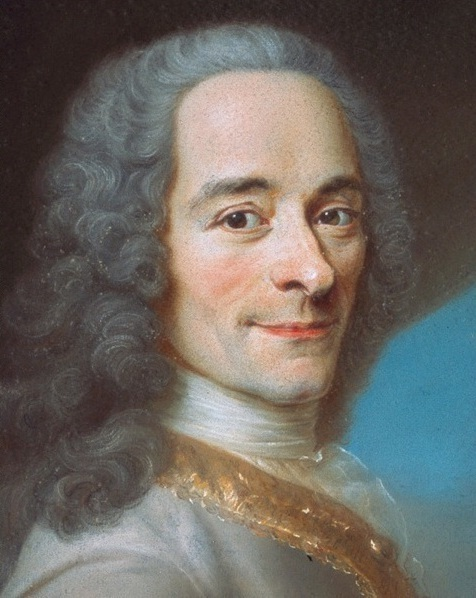
Le dernier chapitre parodie l'épilogue du Candide de Voltaire en présentant les derniers êtres humains condamnés à cultiver leur jardin sous l'étroite surveillance des mouches.

D'une manière générale, Jacques Spitz traite ses thèmes sur le mode essentiellement satirique. Et s'il utilise la science pour justifier l'adaptabilité permanente des mouches intelligentes, c'est uniquement dans une optique bouffonne. Ainsi, lorsqu'elles progressent vers l'Europe, elles s'adaptent au froid grâce à la confection de petits maillots. Parce que le sujet n'intéresse pas l'auteur, le héros lui-même — le laborantin Magne — tente en vain d'appréhender l'altérité biologique des musca sapiens. Ces mouches n'ont bien qu'une fonction humoristique et allégorique des humains qu'elles singent : elles se vêtent de pagnes et de tricots de laine, elles parviennent à s'asseoir en croisant les pattes. Le projet de Jacques Spitz est véritablement de moquer la nature des comportements humains et des valeurs traditionnelles que sont la patrie, la religion, la famille ou la morale. En moquant les querelles entre militaires et savants, l’égoïsme des nations, l’incrédulité des foules devant l’annonce du cataclysme, l'auteur met en lumière cette incapacité des hommes à vivre et à cohabiter, même face aux plus grands périls. Enfin, l'auteur cherche volontairement à choquer le lecteur en choisissant la mouche, une créature particulièrement vile, pour remplacer l'hégémonie humaine.
Le dernier chapitre, consacré aux ultimes survivants de la guerre menée par les mouches, est une parodie du chapitre final du Candide de Voltaire. Jacques Spitz, avec son humour teinté de moralisme, quitte la dimension science-fictive pour proposer une parodie du conte philosophique. Ainsi, à la manière du roman voltairien, l'épilogue présente un groupe d'humains réduits à « cultiver leur jardin » dans un petit vallon au Danemark,. Ces sept derniers humains, provisoirement épargnés, comportent trois personnes démentes, ce qui fait dire à Jacques Spitz avec humour que les mouches ont réussi à reproduire par hasard un microcosme assez fidèle de l'humanité. En dernier lieu, l'humanisation des mouches qui adoptent des postures humaines à la fin du roman achève de détruire l'effet de vraisemblance du récit, le fait irrémédiablement basculer dans l'imagerie enfantine et révèle l'intention didactique du roman.

## Publication et postérité

### Un roman réédité, traduit et même remanié

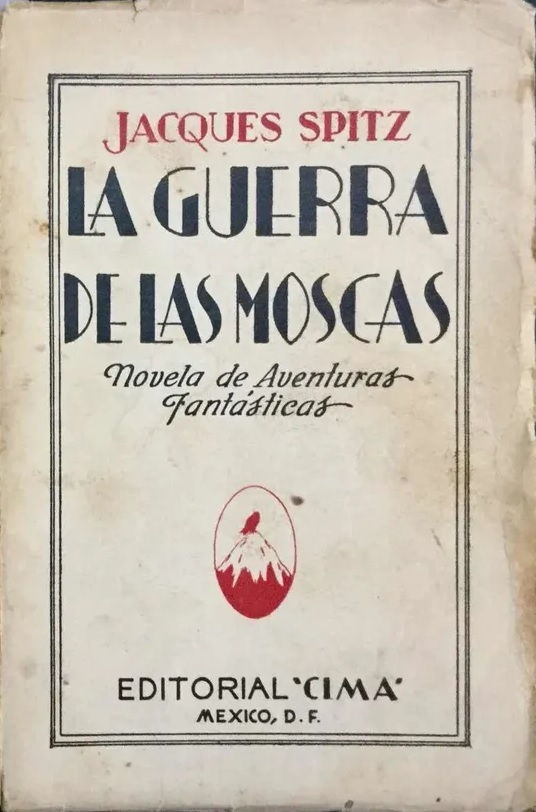
Traduit en espagnol, le roman paraît en 1939 au Mexique.

Obtenant une bonne couverture médiatique avant sa parution grâce à quelques encarts publicitaires dans la presse, La Guerre des Mouches paraît en feuilleton dans la revue Regards, spécialisée dans les reportages photographiques, entre le 16 septembre et le 25 novembre 1937. Cette publication étalée sur onze numéros est illustrée par le dessinateur Lalande. L’année suivante, le récit est publié en format relié chez Gallimard, éditeur historique de Jacques Spitz, dans sa collection « Les Romans fantastiques ». Cette édition diffère néanmoins légèrement de la version initiale, en particulier le chapitre 10 qui est tronqué.
En 1970, sept ans après la mort de Jacques Spitz, les éditions Bibliothèque Marabout proposent à l'initiative de Bernard Eschasseriaux — légataire de son œuvre — le roman dans une version remaniée. En effet, en expliquant avoir voulu prendre en compte « les découvertes scientifiques et les imprévisibles bouleversements historiques et géographiques survenus depuis 1938 », l’éditeur cherche à moderniser le texte afin de faire croire aux lecteurs que le roman colle à l’actualité des années 1970. Ainsi, à côté des diverses réécritures mineures qui transforment la Société des Nations en l’Organisation des Nations unies, les gardes républicains en CRS ou encore la Perse en Iran, la version de 1970 introduit les hélicoptères, les jeeps et la bombe atomique dans la lutte contre les mouches. En outre, en voulant également prendre en compte l’actuelle géopolitique, fruit de la décolonisation et du monde bipolaire dans lequel l’hégémonie des États-Unis et de l’URSS a remplacé l’Europe occidentale, le correcteur crée dans le récit des incohérences qu’il ne justifie que maladroitement : si ces pays participent peu ou prou à la lutte contre les mouches, c’est parce qu’ils sont occupés avec des soulèvements et des guerres civiles. Enfin, Adolf Hitler, présent dans le récit, est remplacé par un personnage au nom paronymique : le chancelier Adolf-Hermann Muller . Cette réécriture du texte original, bien qu’elle ne modifie pas le sens du roman, a été dénoncée lors de sa publication, en particulier par Jean-Pierre Andrevon dans un article paru en octobre 1970 dans le numéro 202 de la revue Fiction,.
Ce n’est qu’en 1997 que le texte original est à nouveau publié chez les éditions Ombres dans la collection « Petite Bibliothèque Ombres », et enfin dans le recueil Joyeuses Apocalypses de la collection « Trésor de la SF » de Bragelonne en 2009.
Au cours du XXe siècle, La Guerre des mouches connaît quelques traductions. Ainsi, si le roman est traduit dès 1939 en espagnol pour une publication au Mexique, il ne paraît en flamand qu’en 1969, puis en polonais en 1994 et enfin en italien en 2006.

### Postérité de l'œuvre
Qualifié de « beau roman d’aventures sur la guerre des espèces » par le journaliste Pierre Unik à sa sortie, le roman reçoit également une critique élogieuse de la part de l'écrivain Robert Brasillach qui se déclare impressionné par l'intrigue. En effet, en parvenant à rendre vraisemblable le récit de la guerre déclarée par les mouches à l’humanité, il loue la réussite de Jacques Spitz à produire un récit véritablement épouvantable. L'année suivante, le roman fait l'objet d'une lecture à la radio, diffusée le 18 janvier 1939 sur la station Radio-Paris.
Considéré par la plupart des spécialistes de science-fiction comme son œuvre majeure, La Guerre des Mouches reste aujourd'hui le récit le plus célèbre de Jacques Spitz. La renommée du roman tient notamment à son originalité, en particulier par son traitement du thème de l'anéantissement de l'humanité, qui n'apparaît d'ailleurs dans les romans américains de science-fiction qu'à partir du début des années 1960.